# 聖誕老人馴鹿

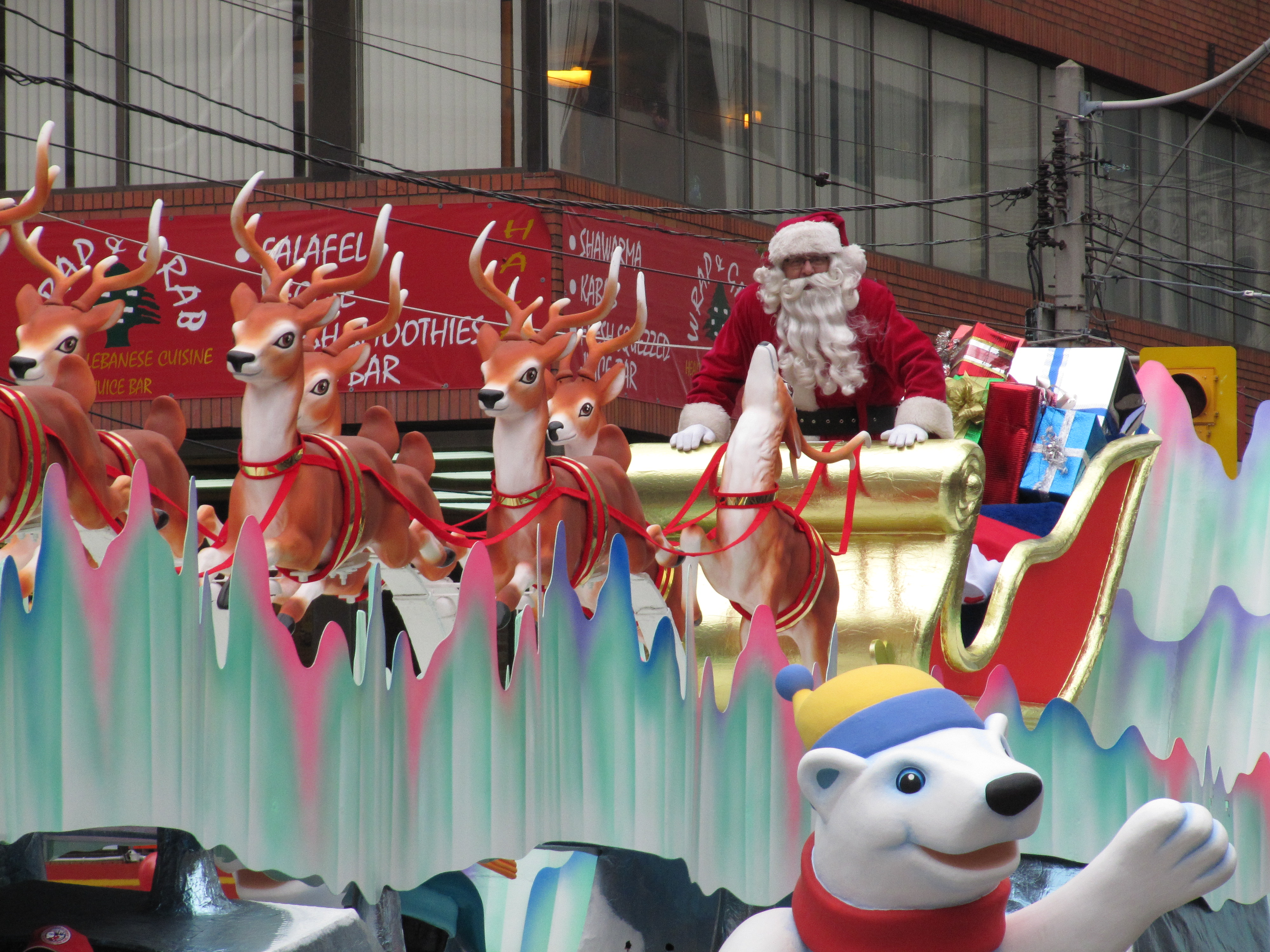
聖誕老人和他的馴鹿，多倫多

聖誕老人馴鹿（Santa Claus's reindeer），傳說中聖誕老人在聖誕前夜乘著由馴鹿拉的飛天雪橇派禮物給小孩子。聖誕老人從煙囪爬進屋內，留下給孩子們的聖誕禮物。領頭的馴鹿叫魯道夫（Rudolph），長著一個會發光的紅鼻子。給聖誕老人拉雪橇的馴鹿有9隻：
- Rudolph 魯道夫
- Dasher 猛衝者
- Dancer 跳舞家
- Prancer 跳躍
- Vixen 雌狐
- Donner 雷
- Blitzen 閃電
- Cupid 丘比特
- Comet 彗星
- Olive 橄欖
- Fireball 火球